# Prátr (zábavní park)

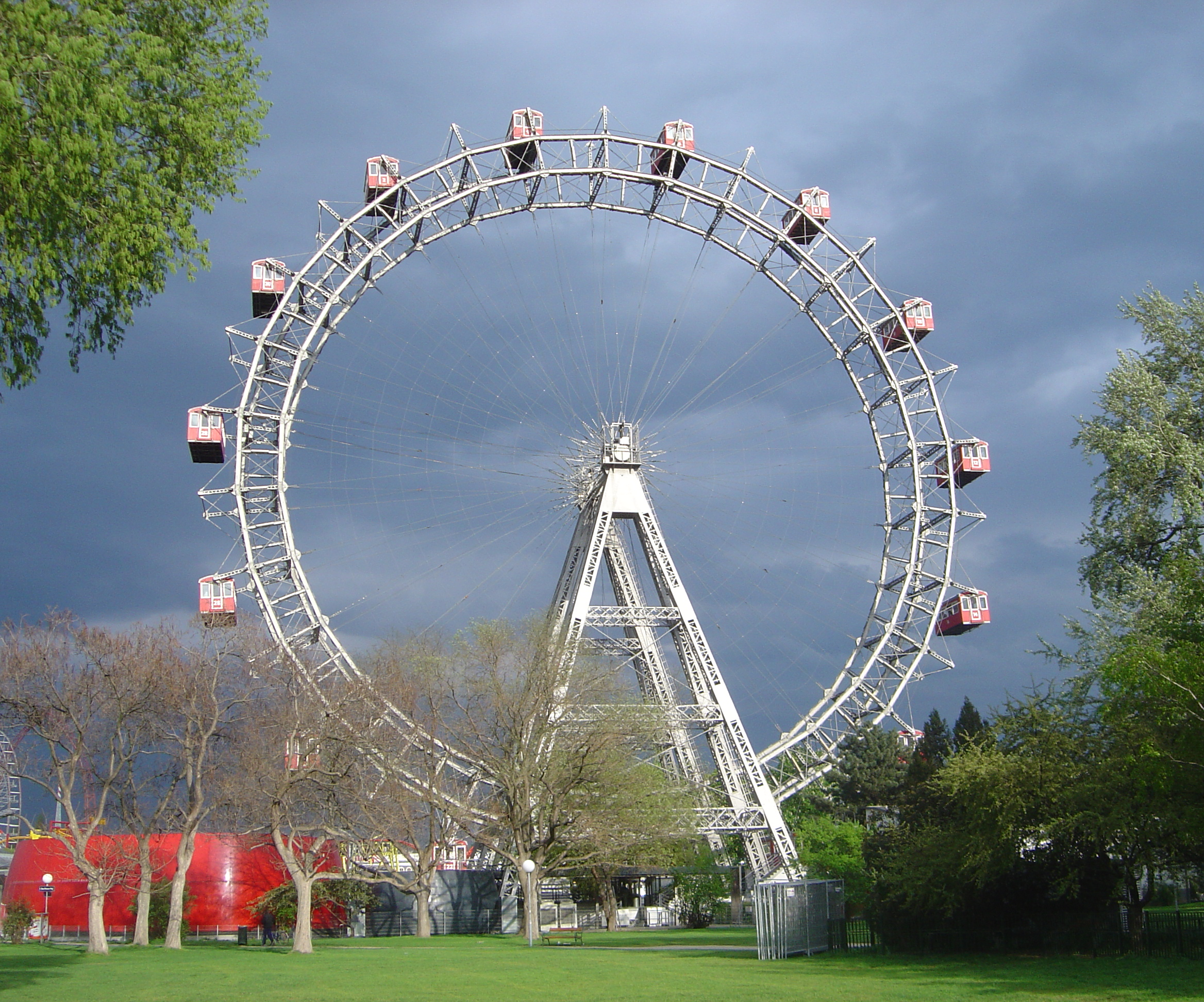
Obří kolo v Prátru

Prátr (německy Wurstelprater) je největší vídeňský zábavní park. Rozkládá se ve vídeňském 2. okrese poblíž náměstí Praterstern, v severozápadní části rekreačního parku Prátr, jehož jméno v češtině přejal (v němčině se park jmenuje Wiener Prater). Dominantou zábavního parku je známé Obří kolo. 

## Historie
Počátky parku sahají do období vlády osvícenského panovníka Josefa II., který Prátr, jenž do té doby sloužil jako císařská honitba, prohlásil 7. dubna 1766 za veřejně přístupný prostor, který má sloužit pro zábavu veřejnosti, a povolil zde zřídit kavárny a občerstvení. Místo získalo rychle širší oblibu a záhy se zde objevily první stánky s občerstvením a kuželníky a zrodil se Wurstelprater. Jeho jméno pochází od populární komické postavy lidového divadla Hanswursta. V roce 1791 odsud vzlétl Montgolfierův balon a roku 1873 zde byla pořádána světová výstava.

## Atrakce
Nejznámější atrakcí je Obří kolo Riesenrad z roku 1897, které bylo postaveno před 50. výročím nástupu císaře Františka Josefa I. na trůn. Bylo navrženo anglickým inženýrem Hitchinsem a vyrobeno londýnskou společností Baset. Kolo má v průměru 61 metrů a nejvyšším dosaženým bodem je 65 metrů nad  zemí. Pohybuje se rychlostí 0,75 metrů za vteřinu. Stojí u vchodu do parku, je jedním ze symbolů města a nejstarší atrakcí svého druhu na světě. Na konci 2. světové války je sice postihl požár, který zničil hnací ústrojí i kabiny, ale po válce bylo opraveno a 25. května 1947 opětovně uvedeno do provozu, ač již jen s polovinou kabin. 
K dalším atrakcím lunaparku patří autodromy, rozličné kolotoče, střelnice, horské dráhy, strašidelné hrady či kabinet voskových figurín. Kromě pouťových atrakcí nabízí park i celou řadu vyhlášených tradičních vídeňských hospůdek a restaurací (například Schweizerhaus či Walfisch) a obchůdků s upomínkovými předměty. 
Maskotem zábavního parku je 9 m vysoká socha Číňana Calafatiho, která stojí nedaleko Obřího kola.

## Doprava
Zábavní park Prátr je snadno k dosažení linkami U1 a U2 vídeňského metra, stanice Praterstern, která je propojena s nádražím Vídeň Praterstern, kam lze dojet vlakem z Brna či z Prahy. Je zde i parkoviště pro automobily. 

## Prátr v kultuře
Lunapark Prátr je jedním z míst, kde se odehrává část děje seriálů o Kačence a strašidlech.